# Большая мечеть Байтул Макмур Меулабох
Большая мечеть Байтул Макмур Меулабох (индон. Masjid Agung Baitul Makmur Meulaboh) — самая большая мечеть в Меулабохе — административном центре округа Западный Ачех провинции Ачех в Индонезии.

## История
Строительство мечети, расположенной в населенном пункте Меулабох было начато в 1987 году с закладки первого камня. Сначала планировалось, что Большая мечеть Меулабох будет белого цвета, аналогично Тадж-Махалу, но в конечном итоге проект здания приобрел современный вид. Открытие мечети состоялось ровно 1 июня 1999 года. Благодаря сочетанию архитектурных характеристик Большая мечеть Байтул Макмур Меулабох вошла в список 100 самых красивых мечетей Индонезии по версии книги Тедди Тьокросапутро и Арианандой, опубликованной PT Andalan Media в августе 2011 года.

## Описание
Большая мечеть Байтул Макмур - одна из самых больших мечетей в Ачехе. Мечеть славится своим широким двором, а также архитектурой, сочетающей в себе арабский, индийский и ачехский архитектурные стили. Визитной карточкой мечети являются три основных купола, окруженные двумя куполами минаретов меньшего размера. Формы голов всех куполов одинаково закруглены и имеют заостренный конец, что типично для исламской архитектуры. Эта мечеть будет оснащена двумя новыми башнями, строительство которых по состоянию на 2012 год все еще не завершено. Форме михраба выполнена в ближневосточном стиле. В михрабе преобладают коричневый цвет и оттенки золота, характерные для бронзового материала с особым исламским орнаментом, а также ярко-коричневые цвета в сочетании с красным кирпичом на куполе мечети.
Мечеть, имеет площадь застройки около 3500 квадратных метров и построена на площади 5,2 га. Способна принять непосредственно до 7000 паломников.